# 5757 Тиха
5757 Ти́ха (5757 Tichá) — астероїд головного поясу, відкритий 6 травня 1967 року.
Тіссеранів параметр щодо Юпітера — 3,206.
Названий на честь чеської астрономки Яни Тихої (чеськ. Jana Tichá, нар. 1965).